# La bustina di minerva
La bustina di minerva è stata una rubrica culturale e ironica curata da Umberto Eco, pubblicata dal 1985 al 2016 sull'ultima pagina del settimanale l'Espresso.

## Storia
La rubrica iniziò il 31 marzo del 1985 ed ebbe termine il 27 gennaio del 2016, pochi giorni prima della morte dell'autore. Uscì con cadenza settimanale fino al marzo 1998, quando divenne quindicinale. Nel 1999, la casa editrice Bompiani ne ha tratto un'antologia più volte ristampata e tradotta anche in varie lingue. Nel 1992 una serie di "bustine" di tono satirico era stata pubblicata ne Il secondo diario minimo. La rubrica tratta di vari argomenti: dalla storia alle riflessioni sull'attualità e sul futuro; a volte vi compaiono divertissement o piccoli racconti. Il suo titolo è "senza riferimenti alla dea della sapienza", ma vuole sottolineare l'occasionalità degli scritti con il riferimento alla nota marca di fiammiferi venduti in piccole scatole, nella cui parte interna spesso si prendono appunti o si annotano brevi considerazioni.